# 罗伯特·弗尔斯特曼
罗伯特·弗尔斯特曼（德語：Robert Förstemann，1986年3月5日—），德国男子自行车运动员。他曾代表德国参加2012年夏季奥林匹克运动会自行车比赛，获得男子团体竞速赛铜牌。